# Michal Bílek
Michal Bílek (Prága, 1965. április 13. –) cseh labdarúgóedző, korábbi csehszlovák válogatott labdarúgó. 1989-ben az év labdarúgójának választották Csehszlovákiában. A Kazahsztán válogatott kapitánya és az Asztana klubcsapat edzője.
Játékosként a csehszlovák válogatottal részt vett az 1990-es világbajnokságon.
Szövetségi kapitányként a cseh válogatottal kijutott a 2012-es Európa-bajnokságra.

## Sikerei, díjai

### Játékosként
Sparta Praha
- Csehszlovák bajnok (5): 1986–87, 1987–88, 1988–89, 1989–90, 1992–93
- Cseh bajnok (2): 1996–97, 1997–98
- Csehszlovák kupa (2): 1987–88, 1988–89

Viktoria Žižkov
- Cseh kupa (1): 1993–94

Egyéni
- Az év csehszlovák labdarúgója (1): 1989

### Edzőként
Sparta Praha
- Cseh bajnok (1): 2006–07
- Cseh kupa (2): 2006–07, 2007–08

## Statisztikái edzőként
Legutóbb frissítve: 2020. szeptember 7-én
| Kazah          | Kazahsztán     | 2019. január 18. | jelenlegi      | 12 | 4 | 1 | 7 | 33.33 |
| Teljes karrier | Teljes karrier | Teljes karrier   | Teljes karrier | 12 | 4 | 1 | 7 | 41.67 |